# Edmond Berthélémy
Edmond François Berthélémy, le 24 janvier 1866 et mort au Val-d'Ajol (Vosges) le 1er septembre 1961, est un militaire français qui participa à la Première Guerre mondiale et obtient le grade général de division.

## Biographie
Edmond François Berthélémy naît à Metzné à Metz, place Saint-Jacques, en 1866. En 1872, sa famille opte pour la nationalité française après l’annexion de la Moselle et s'établit dans les Vosges. Après la Polytechnique, il intègre l’École d’Application de l’artillerie et du génie à Fontainebleau en 1889. Il sort sous-lieutenant au 5eRégiment du Génie de Versailles en 1891. Berthélémy est promu lieutenant en 1893, puis capitaine en 1896 et sert à l’état-major de Compiègne. Nommé officier d’ordonnance en 1899, Berthélémy est affecté deux ans plus tard au régiment du génie d’Épinal. En 1903, il est nommé instructeur à l’École d’Application de Fontainebleau, poste qu’il occupe jusqu’en 1907. Il est nommé ensuite à la chefferie de Paris-Nord avant d'être promu chef de bataillon en 1912. Muté à Châlons-sur-Marne l’année suivante, il est nommé chef du génie. 
À la veille de la Première Guerre mondiale, le commandant Berthélémy commande au sein de la 56e Division de Réserve d'Infanterie. Il participe aux combats de la Woëvre, à la bataille de l’Ourcq et à la poursuite vers l’Aisne. Engagé en Artois avec la IIe Armée, il dirige l’organisation de différents secteurs. En 1915, il participe à l’offensive de Champagne. Le 4 avril 1916, Berthélémy est promu lieutenant-colonel. Nommé commandant du génie du 15e Corps d'Armée à Verdun, sous le commandement du général de Maud’huy, Berthélémy organise plusieurs secteurs en vue de l’offensive d’octobre 1916. Fin 1917, Berthélémy est promu colonel et reçoit le commandement du génie de la VIIIe Armée en Lorraine. En mars 1918, Berthélémy part dans les Balkans où il fait preuve de ses talents d’organisateur. 
Après la guerre, en janvier 1919, Berthélémy mène une mission d’enquête et d’information franco-britannique en Galicie et en Pologne, puis retourne à Constantinople. Placé au commandement de la subdivision de Troyes, Berthélémy est nommé général de brigade en 1920. En 1921, à la demande du général de Lardemelle, il se voit confier le commandement du génie de la 6e Région, puis du 6e Corps d'Armée à Metz. Promu général de division en 1925, Berthélémy est nommé commandant du génie de l’armée française du Rhin. Mis en retraite en 1928, le général Berthélémy se retira d'abord à Montigny-lès-Metz, puis dans les Vosges, où il meurt en 1961.

## Décorations
- Légion d’honneur, commandeur le 10 juillet 1926
- Croix de guerre 14/18 (4 citations), médaille interalliée, médaille de Verdun, médaille d’Orient
- Officier d’Académie, chevalier du Mérite agricole, chevalier de l'ordre de Léopold de Belgique, compagnon de l’ordre du Bain (Royaume-Uni), grand-officier de l’ordre de l’Aigle blanc de Serbie, croix Vertuti Militari de Pologne.